# Animatsuri
Warszawski Festiwal Kultury Japońskiej Animatsuri – ogólnopolski konwent fanów mangi i anime. Sztandarowa impreza Stowarzyszenia Animatsuri, która organizowana jest od 2008 roku w Warszawie. Co roku odwiedza go kilka tysięcy osób i jest uznawany za jedną z największych imprez o tej tematyce w Polsce. W 2019 roku jedenasta edycja tej imprezy została odwiedzona 6793 razy.

## Historia
Animatsuri narodziło się jako pomysł niedługo po zorganizowaniu trzeciej edycji konwentu Ecchicon w grudniu 2017 r. Miał być wizytówką powstającego w tym okresie stowarzyszenia, z którym dzieliło nazwę, a także poruszać bezpieczniejszą tematykę. Nazwa „Animatsuri” powstała z dwóch członów, „ani” będące skrótem od słowa „anime” oraz „matsuri”, które w języku japońskim oznacza festiwal. Razem tworzyły „Festiwal Anime”. Pierwsza edycja odbyła się w dniach 1–3 sierpnia 2008 roku w Szkole Podstawowa nr 218 im. Michała Kajki w Warszawie.
W 2010 roku, w związku z organizacją piątej edycji konwentu Ecchicon, organizatorzy postanowili zrobić przerwę od Animatsuri, a na jego miejsce zorganizować przy współpracy z wydawnictwem Studio JG jednodniowe wydarzenie w postaci Warszawskiego Festiwalu Kultury Japońskiej (w skrócie WFKJ). Od 2011 nazwa ta została włączona do nazwy każdej kolejnej edycji Animatsuri.
W latach 2011–2012 Animatsuri odbywało się w XXI Liceum Ogólnokształcącym im. Hugona Kołłątaja. Od 2013 do 2015 roku kolejne edycje Animatsuri były organizowane w Zespole Szkół nr 55 im. gen. Stanisława Maczka. W roku 2016, w związku z ciągle rosnącą liczbą uczestników, Animatsuri zostało przeniesione do Centrum Konferencyjno-Szkoleniowego Fundacji Nowe Horyzonty, w którym się odbywał do 2023 roku włącznie. Od 2024 roku Animatsuri odbywać się będzie w Expo XXI.
Od 2012 roku każdej edycji Animatsuri towarzyszy temat przewodni, z którym jest związany konwentowy LARP, stanowiący główną tematyczną atrakcję imprezy.

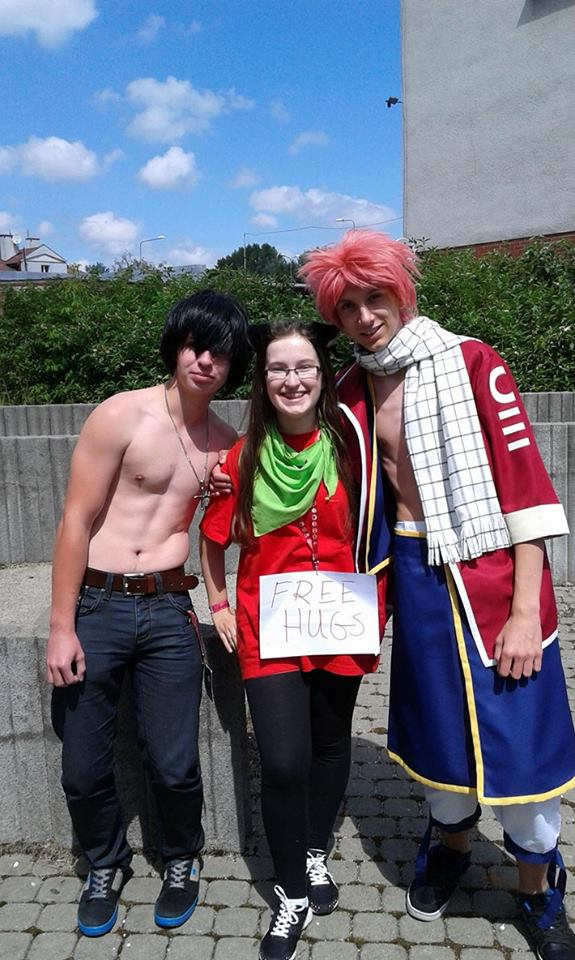
Uczestnicy Animatsuri 2014

## Edycje imprezy
- Konwent Wielbicieli Mangi i Anime Animatsuri – 1–3.08.2008
- Konwent Wielbicieli Mangi i Anime Animatsuri: Night Festival – 31.07–2.08 2009
- Warszawski Festiwal Kultury Japońskiej 2010 – 4.12.2010

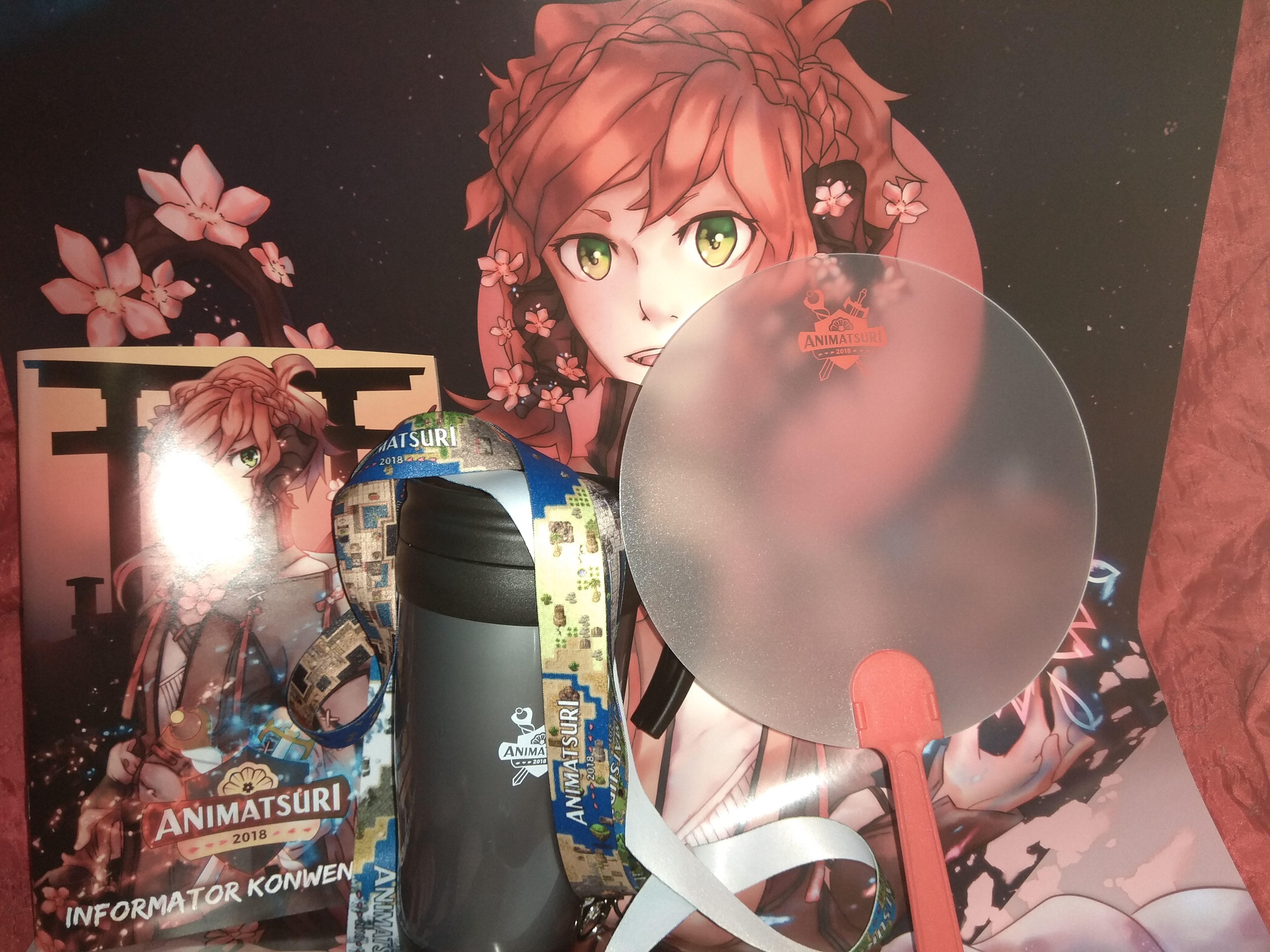
Gadżety oferowane uczestnikom Animatsuri 2018. Większość z tych widocznych na zdjęciu była dodawana w ramach opłaty akredytacyjnej.

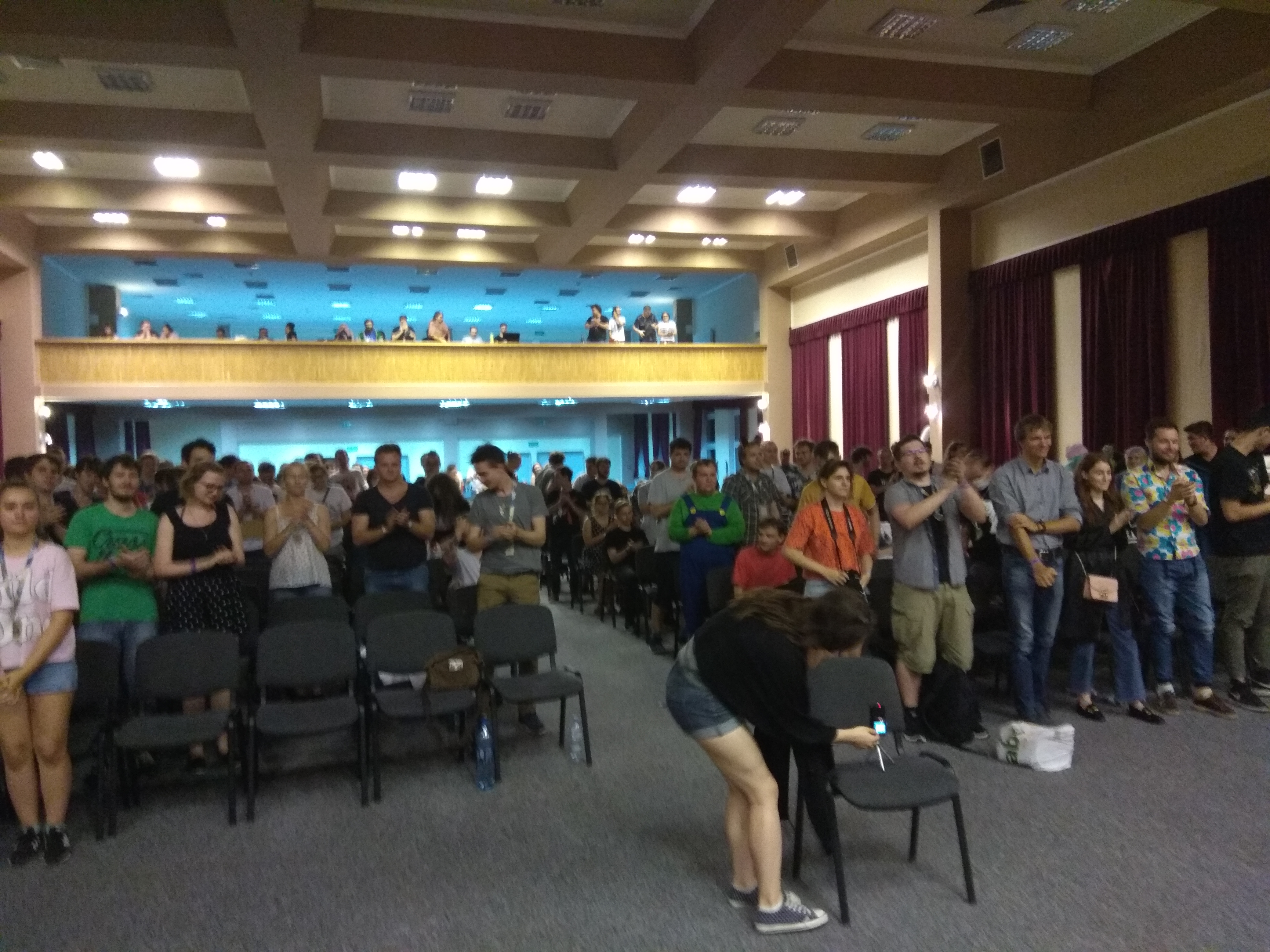
Publiczność sali głównej podczas konkursu cosplay w trakcie Animatsuri 2018

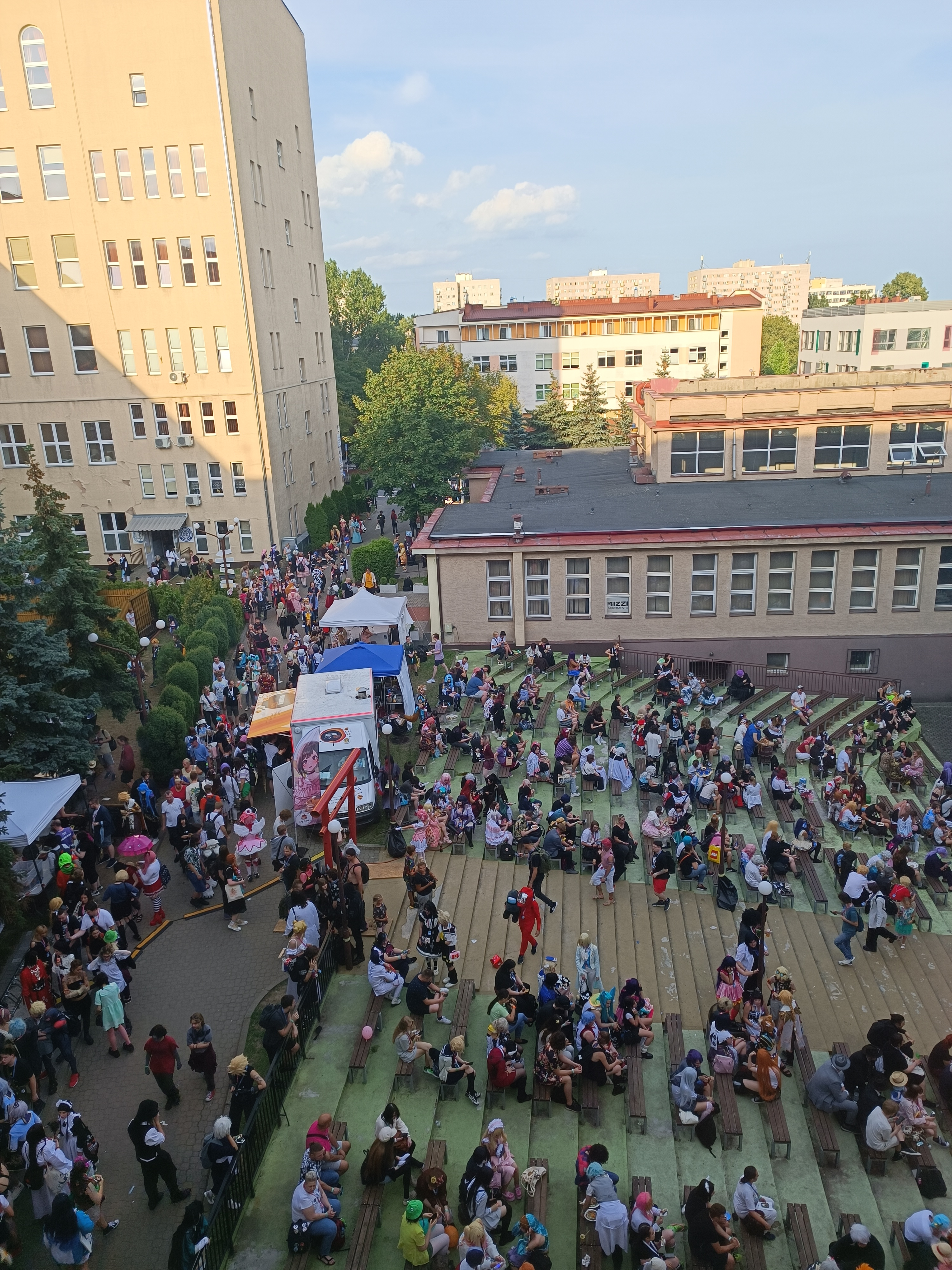
Animatsuri 2023, widok na uczestników zgromadzonych przy amfiteatrze

- Warszawski Festiwal Kultury Japońskie Animatsuri 2011 – 15–17.07.2011
- Warszawski Festiwal Kultury Japońskiej Animatsuri 2012: Konflikt Okresu Sengoku – 13–15.07.2012, tematyka sengoku
- Warszawski Festiwal Kultury Japońskiej Animatsuri 2013: Letnia Szkoła Animatsuri – 12–14.07.2013, tematyka szkolna
- Warszawski Festiwal Kultury Japońskiej Animatsuri 2014: Honor, Skuteczność, Tradycja – 11–13.07.2014, tematyka yakuzowa
- Warszawski Festiwal Kultury Japońskiej Animatsuri 2015: Historia z Okresu Bakumatsu – 10–12.07.2015, tematyka bakumatsu
- Warszawski Festiwal Kultury Japońskiej Animatsuri 2016 – 29–31.07.2016, tematyka sztuk walki
- Warszawski Festiwal Kultury Japońskiej Animatsuri 2017 – 21–23.07.2017, tematyka yakuzowa
- Warszawski Festiwal Kultury Japońskiej Animatsuri 2018 – 20–22.07.2018, tematyka jRPG
- Warszawski Festiwal Kultury Japońskiej Animatsuri 2019 – 19–21.07.2019, tematyka cyberpunkowa
- Warszawski Festiwal Kultury Japońskiej Animatsuri 2021 – 13–15.08.2021, tematyka lata 90 w Japonii
- Warszawski Festiwal Kultury Japońskiej Animatsuri 2022 – 22–24.07.2022, tematyka isekai
- Warszawski Festiwal Kultury Japońskiej Animatsuri 2023 – 28–30.07.2023, tematyka Kawaii vs Kowaii (urocze vs straszne)
- Warszawski Festiwal Kultury Japońskiej Animatsuri 2024 – 26–28.07.2024
- Warszawski Festiwal Kultury Japońskiej Animatsuri 2025 – 18-20.07.2025